# Saloninus
Publius Licinius Cornelius Saloninus Valerianus (n. 242 d.Hr., Colonia Claudia Ara Agrippinensium, Renania de Nord-Westfalia, Germania – d. 260 d.Hr., Colonia Claudia Ara Agrippinensium, Renania de Nord-Westfalia, Germania) a fost un împărat roman în 259 sau 260.